# Championnat de Finlande de football 2017
Navigation
Saison précédente Saison suivante
La saison 2017 du Championnat de Finlande de football est la 87e édition de la première division finlandaise à poule unique, la Veikkausliiga. Les douze meilleurs clubs du pays sont regroupés au sein d'une poule unique où ils s'affrontent trois fois au cours de la saison. En fin de saison, le dernier du classement est relégué et remplacé par le champion de deuxième division. Le onzième lui, joue un barrage aller et retour contre le deuxième de Ykkönen, le vainqueur reste ou monte en Veikkausliiga.
Le championnat est remporté par le HJK Helsinki.

## Participants
- IFK Mariehamn
- RoPS Rovaniemi
- HJK Helsinki
- JJK Jyväskylä - Promu de D2
- Seinäjoen Jalkapallokerho
- Kuopion Palloseura
- HIFK
- FC Ilves
- Inter Turku
- Vaasan Palloseura
- FC Lahti
- Kemi Kings

## Résultats

### Classement
Le barème utilisé pour établir le classement est le suivant :
- Victoire : 3 points
- Match nul : 1 point
- Défaite, forfait ou abandon : 0 point

| Rang | Équipe         | Pts | J  | G  | N  | P  | Bp | Bc | Diff |
| ---- | -------------- | --- | -- | -- | -- | -- | -- | -- | ---- |
| 1    | HJK Helsinki C | 76  | 33 | 23 | 7  | 3  | 78 | 16 | +62  |
| 2    | KuPS           | 56  | 33 | 16 | 8  | 9  | 51 | 36 | +15  |
| 3    | FC Ilves       | 56  | 33 | 15 | 11 | 7  | 39 | 35 | +4   |
| 4    | FC Lahti       | 49  | 33 | 12 | 13 | 8  | 46 | 31 | +15  |
| 5    | IFK MariehamnT | 49  | 33 | 13 | 10 | 10 | 44 | 42 | +2   |
| 6    | SJK            | 47  | 33 | 13 | 8  | 12 | 42 | 47 | -5   |
| 7    | RoPS Rovaniemi | 42  | 33 | 12 | 6  | 15 | 43 | 51 | -8   |
| 8    | VPS            | 39  | 33 | 9  | 12 | 12 | 38 | 51 | -13  |
| 9    | Inter Turku    | 38  | 33 | 10 | 8  | 15 | 54 | 57 | -3   |
| 10   | Kemi Kings     | 32  | 33 | 8  | 8  | 17 | 38 | 59 | -21  |
| 11   | HIFK           | 29  | 33 | 6  | 11 | 16 | 37 | 54 | -17  |
| 12   | JJK JyväskyläP | 26  | 33 | 6  | 8  | 19 | 32 | 63 | -31  |

|  | Qualification pour la Ligue des champions de l'UEFA 2018-2019                                           |
|  | Qualification pour la Ligue Europa 2018-2019                                                            |
|  | Participation au barrage de promotion-relégation                                                        |
|  | Relégation directe en deuxième division                                                                 |
|  | T : Tenant du titre C : Vainqueur de la Coupe de Finlande 2016-2017 P : Club promu de deuxième division |

### Résultats

#### Barrage de promotion-relégation
Le onzième de Veikkausliiga affronte le vice-champion de Ykkonen pour déterminer le dernier club participant au championnat de première division la saison suivante.
| Équipe 1 | Résultat | Équipe 2 | Aller | Retour |
| -------- | -------- | -------- | ----- | ------ |
| FC Honka | E1 - 1   | HIFK     | 0 - 0 | 1 - 1  |

## Bilan de la saison
| Championnat de Finlande de football 2017                  |                          |
| Champion                                                  | HJK Helsinki (28e titre) |
| Qualifications continentales                              |                          |
| Ligue des champions 2018-2019 (1er tour de qualification) | HJK Helsinki             |
| Ligue Europa 2018-2019 (1er tour de qualification)        | KuPS                     |
| Ligue Europa 2018-2019 (1er tour de qualification)        | FC Ilves                 |
| Ligue Europa 2018-2019 (1er tour de qualification)        | FC Lahti                 |
| Promotions et relégations                                 |                          |
| Promus en Veikkausliiga                                   | TPS Turku                |
| Promus en Veikkausliiga                                   | FC Honka                 |
| Relégués en Ykkönen                                       | JJK Jyväskylä            |
| Relégués en Ykkönen                                       | HIFK                     |